# مؤتمر أبو ظبي الدولي للترجمة
أطلق مؤتمر أبو ظبي للترجمة عام 2012 خلال معرض أبو ظبي الدولي للكتاب في الدورة ال22 وذلك من اجل تسليط الضوء على واقع الترجمة من اللغة العربية وإليها في العصر الحديث في ظل التحديات التي تواجهها.

## الدورة الأولى
أُطلاق المؤتمر عام 2012 تحت شعار الترجمة وافاق اللحظة الراهنة حيث ناقش التحديات التي تواجه التردمة في العصر الحديث بهدف تشجيع المؤسسات الثقافية على تفعيل حركة الترجمة

## الدورة الثانية
أُطلقت الدورة الثانية عام 2013 خلال معرض أبو ظبي الدولي للكتاب 23 تحت شعار تمكين المترجمين حيث نظم مجموعة من ورش العمل التدريبية تكون مادتها الترجمة الادبية تستهدف المترجمين المتخصصين من الشباب العربي.

## الدورة الثالثة
عقد المؤتمر في دورته الثالثة في ايار\مايو 2014 تحت شعار..الهوية والتواصل الثقافي.